# Oleg Kabakov
Oleg Nikolaïevitch Kabakov (Олег Николаевич Кабаков), né le 11 septembre 1928 à Léningrad (URSS) et mort le 26 octobre 2009 à Saint-Pétersbourg (Russie), est un géologue et entomologiste soviétique et russe qui découvrit plusieurs espèces d'insectes et fut lauréat du prix Lénine en 1964.

## Biographie
Il naît à Léningrad. Il n'a aucune formation universitaire et termine seulement l'École de la jeunesse ouvrière, puis suit des cours de collecteur à l'Institut géologique Karpinski.
Pendant quarante ans, il fait de nombreuses excursions géologiques, de Transbaïkalie à l'Extrême-Orient russe (1957-1961), en Chine et au Viêt Nam (1961-1963), en Afghanistan (1969-1973) et au Laos. Il rassemble une collection riche d'environ 150 000 spécimens de coléoptères représentant plus de 16 000 genres qu'il lègue à l'Institut de zoologie de l'Académie des sciences, dont il fut le collaborateur. De 1974 à 1989, il travaille à l'Institut de géologie Karpinski. L'un des gisements d'étain le plus important d'URSS lui fut ouvert pour ses travaux (Komsomlskoïe).
Pour ses services dans le domaine de la géologie et de la recherche de gisements minéraux, il reçoit le Prix Lénine en 1964 et d'autres prix, ainsi que l'ordre de Lénine.
Il décrit plus d'une centaine de nouvelles espèces d'insectes, surtout des Scarabaeidae de la sous-famille des Scarabaeinae et notamment ceux de la tribu des Onthophagini. Il découvre 350 nouveaux genres qu'il transmet à d'autres entomologistes pour les décrire. Il est l'auteur d'une quarantaine de publications.

## Quelques publications

### Livres
- « Пластинчатоусые жуки подсемейства Scarabaeinae (Coleoptera: Scarabaeidae) фауны России и сопредельных стран. » [Scarabées de la sous-famille des Scarabaeinae (Coleoptera: Scarabaeidae) de la faune de Russie et des pays limitrophes], Moscou, éd. KMK (Товарищество научных изданий КМК), 2006, 374 pages.
- «С молотком и сачком» (записки геолога и энтомолога) [Avec le marteau et le filet (Mémoires d'un géologue et entomologiste)], éd. VSEGEI (Institut Karpinski), Saint-Pétersbourg., 2008. 178 pages.

### Articles
- Жесткокрылые эпифитов в тропических лесах Вьетнама [Les Coléoptères des épiphytes des forêts tropicales du Viêt Nam] // Энтомол. обозр., 1967, т. 46, 3e éd.: p. 690—698.
- Обзор пластинчатоусых жуков подрода Euonthophagus рода Onthophagus фауны СССР и сопредельных стран [Aperçu des scarabées du sous-genre Euonthophagus (en) du genre Onthophagus de la faune d'URSS et des pays limitrophes] // Энтомол. обозр., 1977, т. 56, 2e éd. : p. 383—394.
- Обзор пластинчатоусых жуков подсемейства Coprinae (Scarabaeidae, Coleoptera) Дальнего Востока СССР и сопредельных территорий [Aperçu des scarabées de la sous-famille des Coprinae (Scarabaeidae, Coleoptera) de l'Extrême-Orient soviétique et des territoires limitrophes] // dans le livre « Les Coléoptères d'Extrême-Orient russe et de Sibérie orientale», Vladivostok, 1979: p. 58—98.
- Ревизия жуков рода Scarabaeus (Coleoptera, Scarabaeidae) фауны СССР [Révision des Coléoptères du genre Scarabaeus (Coleoptera, Scarabaeidae) de la faune d'URSS] // Энтомол. обозр., 1980, т. 59, 4e éd. : p. 819—829.
- К фауне Onthophagus (Scarabaeidae, Coleoptera) Средней Азии, Ирана и Афганистана [Sur le genre Onthophagus (Scarabaeidae, Coleoptera) d'Asie centrale, d'Iran et d'Afghanistan] // «Les nouvelles espèces d'insectes d'Asie centrale» (Travaux de l'Institut de zoologie de l'Académie des sciences d'URSS, т. 110), Léningrad, 1982: p. 8—19.
- Таксономический статус Parascatonomus (Onthophagus, Scarabaeidae) с описанием новых видов из Ю.-В. Азии [Statut taxonomique de Parascatonomus (Onthophagus, Scarabaeidae) // in «Systématique et Écologie des insectes du Viêt Nam», Moscou, éd. «Naouka», 1992: p. 196—209.
- Новые подрод и виды Onthophagus (Coleoptera, Scarabaeidae) из Средней и Центральной Азии [Les nouveaux sous-genre et espèces d'Onthophagus (Coleoptera, Scarabaeidae) d'Asie moyenne et centrale] // Travaux de l'Institut de zoologie de l'Académie des sciences d'URSS, т. 211, Léningrad, 1990: p. 28—39.
- Жуки рода Onthophagus (Coleoptera, Scarabaeidae) из подродов Indochorius и Colobonthophagus Юго-Восточной Азии [Les Coléoptères du genre Onthophagus (Coleoptera, Scarabaeidae) des sous-genres Indochorius et Colobonthophagus (en) // Travaux de l'Institut de zoologie de l'Académie des sciences de Russie, т. 257, Saint-Pétersbourg, 1994: p. 77—91.
- Новые виды пластинчатоусых жуков подсемейства Scarabaeinae (Coleoptera, Scarabaeidae) из Вьетнама и сопредельных стран [Nouvelles espèces de scarabées de la sous-famille des Scarabaeinae] // Энтомол. обозр., 1994, т. 73, 2e éd. : p. 300—317.
- Studies on the Coprophagous Scarab Beetles (Coleoptera, Scarabaeidae) from the Viêt Nam in the collections of Zoological Institute of St.Petersburg and in the Naturkundemuseum of Erfurt // Veroeffentlichungen des Naturkundemuseums Erfurt, 1998, Heft 17: p. 39—57.

## Hommages
122 espèces d'insectes et de nouveaux genres lui ont été dédiés dont:
Genres
- (Nitidulidae) Kabakovia Kirejshuk
- (Tenebrionidae) Kabakoviella Kaszab

Espèces
- Nuristanilla kabokovi

## Source
- (ru) Cet article est partiellement ou en totalité issu de l’article de Wikipédia en russe intitulé « Кабаков, Олег Николаевич » (voir la liste des auteurs).

Kabakov est l’abréviation habituelle de Oleg Kabakov en zoologie.

Consulter la liste des abréviations d'auteur en zoologie ou la liste des taxons zoologiques assignés à cet auteur par ZooBank